# Art Kapella Schkeuditz

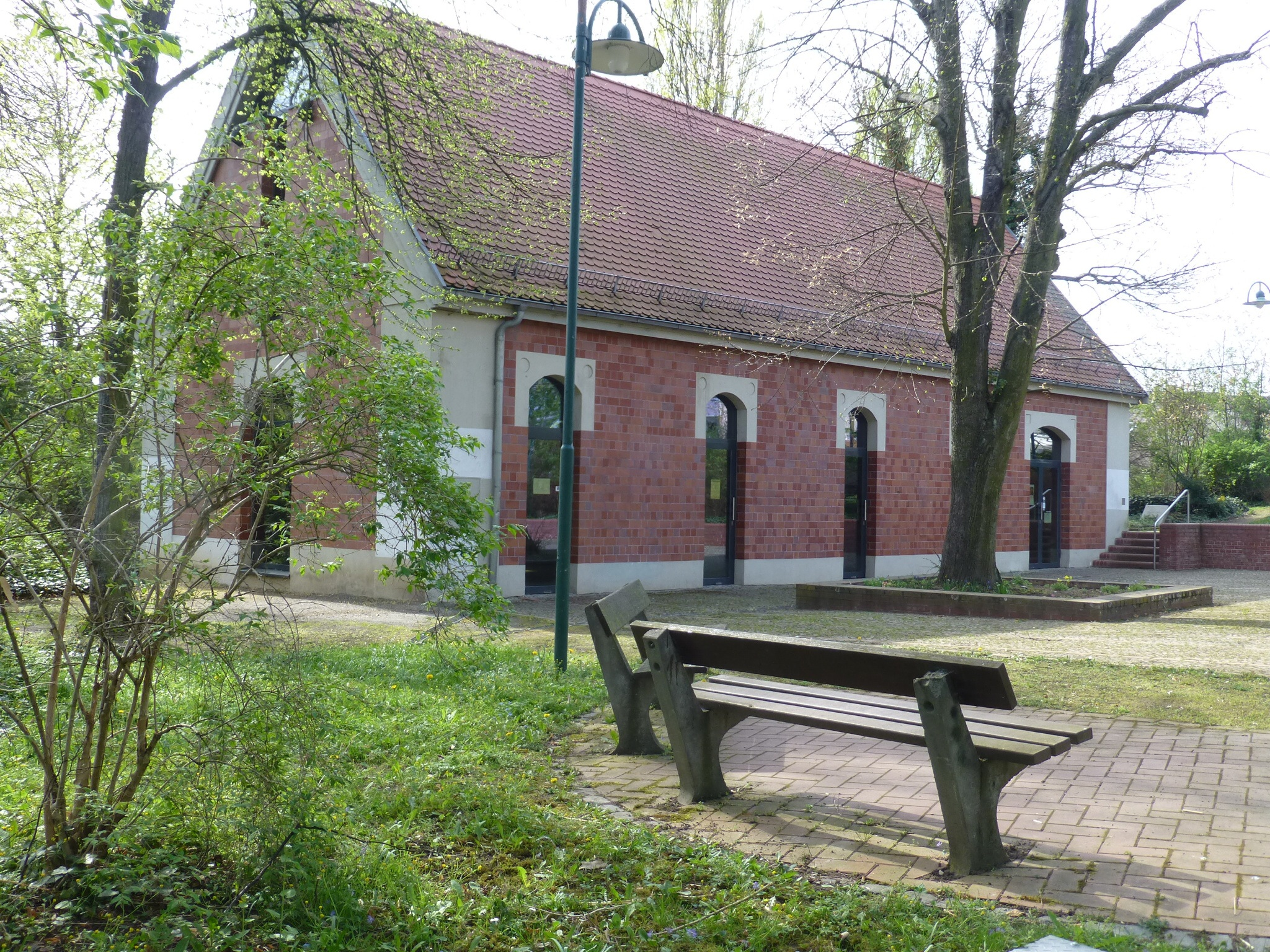
Kunsttempel art-Kapella auf dem Alten Friedhof Schkeuditz

art Kapella Schkeuditz ist ein eingetragener Verein, der sich als soziokulturelles Zentrum versteht. Insbesondere die Begegnung zwischen Künstlern der bildenden Kunst und von Musikliebhabern finden hier ein Podium.

## Geschichte
Die ehemalige Friedhofskapelle auf dem Alten Friedhof in der Flughafenstadt Schkeuditz entsprach Anfang 1990 nicht mehr den Anforderungen würdevoller Trauerfeiern.
Die Idee, eine Kunstkapelle zu errichten, ist der damaligen Geschäftsführerin des Bundes Bildender Künstler Leipzig e. V., Gerda Viecenz, zu verdanken, die eine Begegnungsstätte zwischen Künstlern und Kunstinteressierten ins Leben rief. Im August 1995 wurde nach Umbaumaßnahmen mit Hilfe von Fördergeldern der „Kunsttempel“ art Kapelle Schkeuditz eröffnet. Nicht nur Künstler aus der Region finden hier ein Podium, inzwischen treffen sich auch internationale Künstler jeden Genres in dieser Kulturoase. 2015 feierte der Verein sein 20-jähriges Jubiläum.

## Ausstellungen (Auswahl)
- 1998: Karl Heinz Mai, Perfekte Provisorien (Fotografie)
- 1999: Siegfried Ratzlaff Bilder und Grafiken
- 2009: Lothar Sell, Grafiken und Holzskulpturen
- 2009: Leipziger Messe im Spiegel der Philatelie
- 2010: Gemälde eines Altmeisters, Bilder von Hans Schulze
- 2014: Siegfried Ratzlaff, Bilder und Grafiken
- 2015: 20 Jahre Bildkunst in der Art Kapella mit Werken u. a. von Johanna Baraniak, Hartmut Klopsch, Heinz Mutterlose, Siegfried Ratzlaff, Hans Schulze
- 2016: »to Europe« – cahier d´art – Botschaften an Europa – Bilder und Texte von 30 internationalen Künstlern und Autoren
- 2016: »Musikalische Grafik und grafische Notation« Grafiken, Bilder und Installationen – Grafiken und Bilder von Kristina Heinrichs, Knut Müller, Linda Schwarz, Gabriele Sperlich, Frank Tangermann, Susanne Werdin und der Klangkünstler Erwin Stache sowie der Komponist Steffen Schleiermacher
- 2019: Gudrun Brüne & Marco Flier, Malerei und Plastik
- 2020: Lisa Wölfel & Theresa Rothe, Malerei und Objekte

## Chor Art Kapella
Der Chor art Kapella unter Leitung von Adelheid Metzing pflegt seit 14 Jahren enge Freundschaften mit Ensembles in ganz Deutschland und ist bei wichtigen Kulturereignissen mit vertreten. Bei der MDR-Suche zum "hier ab vier" Chor 2013 schaffte es der Chor unter die ersten 12 von 80 Chören zu kommen.